# برنهارد نویمان
برنهارد هرمان نویمان (به آلمانی: Bernhard Hermann Neumann) (زاده ۱۵ اکتبر ۱۹۰۹ در برلین – درگذشته ۲۱ اکتبر ۲۰۰۲ در کانبرا) ریاضیدان اهل آلمان بود.

## زندگی و کارنامه
نویمان از سال ۱۹۲۸ در دانشگاه فرایبورگ و برلین به تحصیل پرداخت. در برلین با استادانی همچون ایسای شور و ارهارد اشمیت داشت. در سال ۱۹۳۲ با سرپرستی شور درجه دکتر ریاضیات را با رساله‌ای به نام «گروه خودریختی‌های های گروه‌های آزاد» به دست آورد. پس از به قدرت رسیدن حزب نازی او که نصب یهودی داشت نخست به آمستردام و سپس به کمبریج رفت و در کمبریج دوباره دوره دکترا را نزد فیلیپ هال گذراند. پس از آن در کمبریج به عنوان دستیار استخدام شد و سپستر به کاردیف رفت. در سال‌های پس از جنگ در منچستر به استادی رسید و از سال ۱۹۶۱ تا زمان بازنشستگی در ۱۹۷۴ در دانشگاه کانبرا استاد بود.
زمینه کاری نویمان نظریه گروه‌ها بود. وی در رساله دکترایش ناورداهایی از گروه‌ها را مورد پژوهش قرار داد. وی به همراه همسرش هانا نیومن و گراهام هیگمن این قضیه را در نظریه گروه‌ها به اثبات رساند که هر گروه با تعداد اعضای شمارا را می‌توان در یک گروه با تنها ۲ مولد جاسازی کرد. نویمان همچنین به تاریخ ریاضیات دلبسته بود و برای نمونه پژوهش‌هایی دربارهٔ چارلز ببیج، ایدا لاولیس و دمورگان به چاپ رساند.
او سال ۱۹۵۷ تا ۱۹۵۹ معاون انجمن ریاضی لندن و ۱۹۶۶ تا ۱۹۶۸ عهده‌دار همین سمت در انجمن ریاضی استرالیا بود. وی در سال ۱۹۷۰ به عنوان سخنران مدعو در کنگره جهانی ریاضیدانان در نیس به سخنرانی پرداخت.

## آثار
- Higman, Graham; Neumann, B. H. ; Neumann, Hanna: Embedding theorems for groups. J. London Math. Soc. 24 (1949), 247–254.
- Lectures on topics in the theory of infinite groups. 1960
- Selected Works of Bernard and H.M.Neumann.